# Осимо
Осѝмо (на италиански: Ossimo, на източноломбардски: Osém, Осем) е село и община в Северна Италия, провинция Бреша, регион Ломбардия. Разположено е на 869 m надморска височина. Населението на общината е 1461 души (към 2013 г.).